# غرينزشوبف
غرينزشوبف (بالإنجليزية: Grenzchopf)‏ هو أحد جبال سلسلة جبال الألب أبينزيل وجزء من القمة الأم سانتيس يقع في كانتون أبينزيل أوسيرهودن وكانتون سانت غالن، سويسرا. يبلغ ارتفاع الجبل حوالي 2193 متر، بينما يبلغ ارتفاع نتوء الجبل 108 متر.